# Andrew Glassner
Andrew Glassner (1960) è un informatico e scrittore statunitense.
Considerato uno dei più importanti ricercatori nel campo della computer grafica degli anni novanta, divenne principalmente noto per aver ideato le serie editoriali Graphics Gems, An Introduction to Ray Tracing e Principles of Digital Image Synthesis. Ulteriori campi d'interesse furono la narrativa interattiva, la scrittura, la regia e la consulenza in giochi per computer e online.

## Carriera
Iniziò a compiere ricerche sulla modellazione 3D nel 1978 e lavorò al Lavorò al Computer Graphics Lab del New York Institute of Technology, uno dei più importanti centri di ricerca sull'animazione e gli effetti digitali degli anni settanta e ottanta. Prese un B.S. in ingegneria informatica (1984) al Case Western Reserve University (Cleveland, Ohio) e un M.S. in informatica (1987) e un dottorato (1988) alla University of North Carolina at Chapel Hill, Chapel Hill. Dal 1988 al 1994 fu allo Xerox Palo Alto Research Center e poi si trasferì al Microsoft Research, dove rimase fino al 2000.
Fu finanziatore del Journal of Graphics Tools e membro fondatore del Journal of Computer Graphics Techniques, nonché redattore capo di ACM Transactions on Graphics. Fu inoltre Papers Chair per il SIGGRAPH '94. Dal 1996 tiene la rubrica Andrew Glassner's Notebook nel periodico IEEE Computer Graphics & Applications. Da luglio 2019 è ricercatore capo presso l'azienda di sviluppo di effetti visivi Weta Digital.

## Filmografia
- The Works, regia di Lance Williams (incompiuto)

## Pubblicazioni
- Deep Learning From Basics to Practice, Amazon Digital Services, 2018
- Morphs, Mallards & Montagues, AK Peters Publishers, 2004, ISBN 1-56881-231-0
- Interactive Storytelling: Techniques for 21st Century Fiction, AK Peters Publishers, 2004, ISBN 1-56881-221-3
- Andrew Glassner's Third Notebook, AK Peters Publishers, 2004
- Tomorrow's Stories: The Future of Interactive Entertainment, MIT Press, Cambridge, 2003
- Andrew Glassner's Other Notebook, AK Peters Publishers, Natick, 2002
- Andrew Glassner's Notebook, Morgan-Kaufmann Publishers, San Francisco, 1999
- Principles of Digital Image Synthesis, Morgan-Kaufmann Publishers, San Francisco, 1995;
- Graphics Gems, Academic Press, Cambridge (dal volume I al volume IV)
- 3D Computer Graphics: A Handbook for Artists and Designers, Design Press, New York, 1989 ISBN 0-8306-1003-0
- An Introduction to Ray Tracing, Academic Press, Londra, 1989
- Algorithms for Efficient Image Synthesis, 1988
- Computer Graphics User's Guide, Howard W. Sams & Co., Indianapolis, 1984.